# Antarashat
Antarashat (en arménien Անտառաշատ ; jusqu'en 1945 Tortni) est une communauté rurale du marz de Syunik en Arménie. En 2008, elle compte 109 habitants.